# Jevhen Serhijovyč Šachov
Jevhen Serhijovyč Šachov (in ucraino Євген Сергійович Шахов?; Zaporižžja, 6 luglio 1962) è un ex calciatore sovietico, dal 1991 ucraino, di ruolo attaccante.

## Biografia
Suo figlio Jevhen Jevhenovyč è anch'egli calciatore, ma di ruolo centrocampista.

## Palmarès

### Club
- Vysšaja Liga: 1

Dnipro: 1988
- Kubok SSSR: 1

Dnipro: 1988-1989
- Superkubok SSSR: 1

Dnipro: 1989
- Kubok Federacii SSSR: 1

Dnipro: 1989

### Individuale
- Capocannoniere della Vysšaja Liga: 1

1988 (16 gol)